# Chléb a hry (Star Trek)
Chléb a hry (v anglickém originále Bread and Circuses) je 25. díl druhé řady seriálu Star Trek. Premiéra epizody v USA proběhla 15. března 1968, v České republice 3. ledna 2003.

## Příběh
Hvězdného data 4040.7 kosmická loď USS Enterprise NCC-1701 pod vedením kapitána Jamese Tiberius Kirka nachází při svých cestách trosky z hvězdné lodi USS Beagle, která zmizela před šesti lety. Pan Spock vypočítal, že trosky mohou pocházet od jedné planety v systému FGC 892. Beagle byl pod velením kapitána R. M. Merricka, kterého Kirk znal z akademie hvězdné flotily. Enterprise objevuje planetu, která velmi připomíná Zemi. Má stejné složení atmosféry, stejný poměr oceánů a pevniny, sondy ukazují, že je obydlená a částečně znečištěná smogem. Poručík Uhura zachycuje vysílání, které se podobá denním zprávám a naznačují, že obyvatelstvo žije ve společnosti s kombinací Římského impéria a 60. let 20. století. Pár snímků naznačuje, že na planetě existuje otroctví, gladiátorské zápasy, ale i televizní vysílání. Jeden ze zabitých gladiátorů se jmenuje William B. Harrison a byl i člen posádky Beagle.
Výsadek čítající kapitána Kirka, pana Spocka a Dr. Leonard McCoye se brzy na povrchu setkává s obyvateli. Jde o jakýsi odboj, který jim vysvětluje, že jsou pod nadvládou prvního občana jenž pořádá hry otroků a gladiátorů. Také se ukazuje, že hledaný kapitán Merrick může být právě krutovládce Merikus. Výsadek se musí vydat do města a na cestě je doprovází Klavius, bývalý gladiátor a současný „následovník světla“. Všichni ale po krátké době upadají do zajetí místní policie. Kirk chce po strážném, aby jejich vládci oznámil, že on je v cele. Strážný je nedůvěřivý, ale posléze patrně tak vykoná, protože po nezdárném pokusu o únik z věznice se opravdu setkává s Merikem a jeho prokonzulem Claudiem Markem. Markus je místní obyvatel planety, kterého před šesti lety kapitán Merrick potkal při hledání potřebných krystalů po zásahu Beagle. Kapitán Merrick zůstal na planetě a donutil svou posádku se transportovat na povrch. Ti, kteří souhlasili žijí ve společnosti dodnes, ale ostatní skončili v arénách. Prokonzul ví, že Kirk nemůže povolat ozbrojené muže, protože by porušil základní směrnici. Vládu očividně drží spíše prokonzul, který přikazuje Merrickovi, co má dělat. Sám pak žádá po Kirkovi, aby přikázal se posádce transportovat na povrch a vzdát se režimu. Kirk toto neuposlechne a velícího důstojníka Scotta informuje pouze vyhlášením zeleného režimu. Za to nechává prokonzul vyhlásit hry, kterých se musí účastnit pan Spock, Dr. McCoy, ale i Klavius, jako jejich oponent. Zatímco vše Kirk musí sledovat, McCoy sehrává souboj s Klaviem, kdy ani jeden nechce druhého zabít a Spock se utkává s dalším gladiátorem. Toho Spock nakonec porazí a pomáhá McCoyovi, když Klavia bezbolestně složí vulkánským nervovým hmatem. Vše přitom snímají kamery Říšské televize. Prokonzul je rozhořčen, že nikdo v aréně nezemřel a nechává Spocka s McCoyem opět uvěznit. Kirk namísto vězení dostává svůj pokoj, kde na něj čeká otrokyně Brusila.
Mezitím Scotty připravil Enterprise k vyřazení všech zdrojů energie na povrchu planety. Kirk je vehnán do arény, spíše pro popravu než souboj. Prokonzul jej ještě předtím zpovídá, jestli náhodou něco neví o zmizelém komunikátoru. Do arény vbíhá Klavius, který napadne vojáka, který měl Kirka zabít. V ten samý moment Scotty vyřadil z provozu energii a Kirk toho využil, aby se zmocnil meče a osvobodil přátele. Jsou ihned dopadeni prokonzulem a policií, ale Markus vydává rozkaz použít pouze meče. V souboji najednou Merrick vytahuje zmizelý komunikátor a prosí Enterprise o transport, ale prokonzul jej zabije dýkou. Komunikátoru se však zmocní Kirk a daří se všem třem transportovat na Enterprise.
Kirk ve své zprávě chválí Scottyho za včasný zásah, kterým neporušil základní směrnici a přitom zachránil výsadek. McCoy lituje, že Klavius zemřel a Uhura ještě vysvětluje, že následovníci světla neměli na mysli sluneční svit, ale v podstatě světlo samotného boha. Enterprise tak může opustit orbitu planety.